# Astragalus arizonicus
Astragalus arizonicus är en ärtväxtart som beskrevs av Asa Gray. Astragalus arizonicus ingår i släktet vedlar, och familjen ärtväxter. Inga underarter finns listade i Catalogue of Life.